# Кароліна Щепаняк
Кароліна Щепаняк (пол. Karolina Szczepaniak, 12 серпня 1992) — польська спортсменка.
Учасниця Олімпійських Ігор 2008, 2012 років.